# Elatostema brunneinerve
Elatostema brunneinerve är en nässelväxtart som beskrevs av Wen Tsai Wang. Elatostema brunneinerve ingår i släktet Elatostema och familjen nässelväxter. Utöver nominatformen finns också underarten E. b. papillosum.